# Sin City: A Dame to Kill For
Sin City: A Dame to Kill For (også kendt som Frank Miller's Sin City: A Dame to Kill For) er en amerikansk film fra 2014 og efterfølger til filmen Sin City fra 2005. Den er instrueret af både Robert Rodriguez og Frank Miller. Manuskriptet er skrevet af Miller og er primært baseret på den anden bog i Sin City-serien af Miller.
Et af de mindre plot i filmen er baseret på novellen "Just Another Saturday Night", der er genudgivet i Booze, Broads & Kugler, den sjette bog i tegneserien. To historier ("The Long Bad Night" og "Nancys Last Dance") er skrevet udelukkende til filmen af Miller. Filmen blev udgivet den 22. august 2014.
Filmens rollebesætning er med de samme skuespillere som i Sin City-filmen fra 2005: Mickey Rourke, Jessica Alba, Rosario Dawson, Bruce Willis, Jaime King og Powers Boothe. Nytilkomne i serien er Josh Brolin, Joseph Gordon-Levitt, Eva Green, Dennis Haysbert, Ray Liotta, Christopher Lloyd, Jamie Chung, Jeremy Piven, Christopher Meloni, Lady Gaga, Alexa Vega, Julia Garner og Juno Temple.

## Plot

### "Just Another Saturday Night"
Marv (Mickey Rourke) kommer til sig selv på en motorvej omgivet af flere døde unge mænd og en smadret politibil uden nogen erindring om, hvordan han er havnet der. Han prøver at tænke tilbage og mindes, at det var lørdag, han sidst så Nancy Callahan (Jessica Alba) danse på Kadies. Da han forlod baren, mødte han fire rige unge mænd, som satte ild til en hjemløs mand i levende live. Da Marv lægger sig imellem, skyder lederen af de fire ham i armen og kalder ham "Bernini Boy", som Marv hører som "Bernie". De flygter, og Marv følger efter, stjæler en politibil på vejen, som han kører ind i deres bil. Det er det, der har ført til hans blackout og hukommelsestab. Han følger efter de to overlevende unge ind i ghettoen; det kvarter, hvor han selv er vokset op, og med hjælp fra de farlige beboere, som lurer i skyggerne, dræber han de rige unge mænd. Han undrer sig over, hvorfor han blev kaldt "Bernini Boy" og finder ud af, at det er mærket på den frakke, han har på. Efter at have dræbt de unge finder han sin frakke og indser, at han ikke kan huske, hvordan han fik den.

### "The Long Bad Night (Part I)"
Johnny (Joseph Gordon-Levitt), en kæk ung gambler, ankommer til Sin City. På Kadies vinder han straks jackpot på flere spilleautomater. Sammen med en ung servitrice, Marcie (Julia Garner), som bringer ham held, deltager han inde i baglokalet i et pokerspil ledet af den indflydelsesrige senator Roarke (Powers Boothe). Johnny vinder gentagne gange i spillet og vinder over senatoren. En anden spiller, den korrupte politibetjent Liebowitz (Jude Ciccolella), advarer ham om, at han skal flygte fra byen, men i stedet tager Johnny Marcie med ud til en nat i byen. Han følger hende hjem, da Roarkes gorillaer pludselig angriber ham. Han slår dem ud og fortæller Marcie, at hun skal mødes med ham på et hotel, før han bliver eskorteret ind i senatorens ventende limousine. Som betaling for den ydmygelse, han har lidt ved kortspillet, tager Roarke sine penge fra ham, og med en tang ødelægger han tre af Johnnys fingre. De smider ham ud af bilen, og senatoren skyder Johnny i benet. Roarke afslører, at han har genkendt Johnny som sin uægte søn. Han bemærker dog, at han kun betragter sin afdøde søn Roarke Jr. som sit eget kød og blod. Han forlader Johnny i live, idet han foretrækker at lade ham lide, og Johnny sværger hævn.

### "A Dame to Kill For"
Nogle år før "The Big Fat Kill" forsøger Dwight McCarthy (Josh Brolin) at lægge sin voldelige fortid bag sig, og han arbejder nu som privatdetektiv og lever et liv i komplet ædruelighed og kæmper dagligt for at knægte sine indre dæmoner. Efter at have reddet livet for en ung luder (Juno Temple), der næsten er blevet myrdet af sin elsker (Ray Liotta), modtager han et uventet telefonopkald fra sin tidligere elskerinde Ava Lord (Eva Green). Hun forlod Dwight fire år før til fordel for den velhavende Damian Lord (Marton Csokas). Hun bønfalder ham om at møde hende på Kadies, og på trods af sine bitre følelser indvilliger han. Da Ava ankommer, beder hun om tilgivelse for, at hun forlod ham og siger, at hun er bange for sit liv, før hendes muskelbundt af en chauffør, Manute (Dennis Haysbert), ankommer for at eskortere hende hjem. Da han ikke kan slå Ava ud af sine tanker, sniger Dwight sig ind i Damian Lords bolig, hvor han ser Ava svømme, men han bliver fanget og banket. Da Dwight vender hjem, venter en nøgen Ava på ham. Han forsøger at smide hende ud, men han kan ikke modstå hende, og de har sex. Hun fortæller ham, at Damian og Manute torturerer hende fysisk og psykisk, og hun ved, at Damian vil dræbe hende snart. Manute ankommer og slår en nøgen Dwight ned og kaster ham ud af et vindue.
Fast besluttet på at redde Ava rekrutterer Dwight Marv til at hjælpe sig, og de angriber Lords ansatte. Marv angriber Manute og river hans ene øje ud. Dwight konfronterer Damian Lord med Avas beskyldninger, men han benægter, at det har noget på sig, og en rasende Dwight slår ham ihjel. Ava skyder Dwight flere gange, håner ham og takker ham for at hjælpe hende med mordet på hendes mand, så hun kan overtage hans forretning. Hun skyder ham i ansigtet og tvinger ham til at falde ud af et vindue, hvor Marv dog redder ham og tager ham til Old Town. Dwights gamle flamme, Gail (Rosario Dawson), genkender ham og redder hans liv. Med hjælp fra Gail og lejemorderen Miho (Jamie Chung) gennemgår Dwight plastikkirurgi der rekonstruerer hans ansigt ,og han søger hævn.
I mellemtiden undersøger to detektiver, Mort (Christopher Meloni) og Bob (Jeremy Piven), Damians død. Ava hævder, at Dwight var en ekskæreste præget af besættelse af hende, og at han dræbte hendes mand af jalousi. Bob og Mort er skeptiske, men Ava forfører Mort, der tror på hende. De indleder en affære, og Ava presser ham til at finde og dræbe Dwight. Da Mort besat af Ava forsøger at spore Dwight i Old Town (en handling, der vil bryde våbenhvilen mellem politiet og de prostituerede), forsøger Bob at stoppe ham. En rasende Mort skyder Bob i hovedet, hvorefter han vender pistolen mod sig selv og dør. Uden andre muligheder bliver Ava modstræbende partner med mafiaboss Wallenquist (Stacy Keach).
Dwight (med sit rekonstruerede nye ansigt) ledsaget af Gail og Miho bliver Wallenquists mand fra Texas. Manute gennemskuer dog det nye ansigt og genkender Dwight og fanger ham. Dwight skyder Manute med en skjult pistol, han har i sit venstre ærme. Seks kugler er ikke nok til at dræbe ham, og Manute sigter usikkert på Dwight, men Ava griber uventet en af Manutes pistoler og skyder Manute flere gange. Hun forsøger at overtale Dwight til at danne par med hende, smerten afslørede hans sande hensigter, men Dwight skyder Ava, og hun dør i hans arme.

### "The Long Bad Night (Part II)"
Johnny besøger en læge uden autorisation, Kroenig (Christopher Lloyd), som tilbyder sine tjenester i bytte for Johnnys sidste fyrre dollars og hans sko. Da han indser, at han har forladt Marcie ubeskyttet, flygter Johnny til hendes hotel; men her finder han senatoren, som venter på ham. Marcie er blevet parteret, og igen lader senator ham gå.

### "Nancy's Last Dance"
Tekst mangler, hjælp os med at skrive teksten

## Medvirkende
- Mickey Rourke som Marv[11]
- Jessica Alba som Nancy Callahan[8]
- Josh Brolin som Dwight McCarthy[12]
- Joseph Gordon-Levitt som Johnny[13]
- Rosario Dawson som Gail[11]
- Bruce Willis som John Hartigan[14]
- Eva Green som Ava Lord[15]
- Powers Boothe som Senator Roark[16]
- Dennis Haysbert som Manute[17]
- Ray Liotta som Joey[18][19]
- Christopher Meloni som Mort[18][20]
- Jeremy Piven som Bob[18][19]
- Christopher Lloyd som Kroenig[21][22]
- Jaime King som Goldie and Wendy[23]
- Juno Temple som Sally[18][19]
- Stacy Keach som Wallenquist[24]
- Marton Csokas som Damien Lord[25]
- Jude Ciccolella som Liebowitz
- Jamie Chung som Miho[23]
- Julia Garner som Marcy[26][27][18]
- Lady Gaga som Bertha[28]
- Alexa PenaVega asom Gilda[29]
- Crystal McCahill[30]